# Periderme

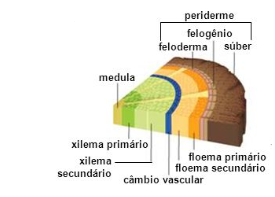

A periderme é um tecido de proteção e tecido de cicatrização que surge em estruturas de crescimento secundário, em primeiro caso, ocorre em caules e raízes e em segundo caso, em alguns frutos, catáfilos ou escamas que protegem as gemas do frio. Com a produção de tecido vascular secundário, ocasionando um aumento contínuo do diâmetro do caule, substituindo a epiderme que foi descamada por periderme. Tanto a periderme, quanto o tecido vascular secundário constituem o corpo secundário de plantas como gimnospermas, dicotiledôneas lenhosas e algumas herbáceas e trepadeiras.
Como dito acima, a periderme torna-se muito importante em regiões ou superfícies expostas após uma abscisão, em tecidos injuriados por ação mecânica ou também pela invasão de parasitas.

## Felogênio

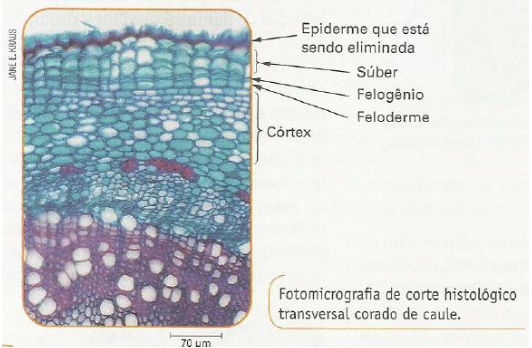

A periderme se origina através de um tecido meristemático denominado felogênio, de origem secundária. Em cortes transversais as células desse tecido apresentam formato retangular de arranjo compacto e em cortes longitudinais, elas podem ter aspecto retangular ou poligonal. Em caules é muito comum que o felogênio se diferencie de uma camada cortical ou subepidérmica, enquanto que nas raízes, é extremamente raro o felogênio originar-se de uma camada subepidérmica, sendo comum que o felogênio seja diferenciado de uma camada do córtex, próxima do câmbio vascular.
Este tecido se divide periclinalmente para originar fileiras seriadas de células; aquelas em direção do lado externo se diferenciam como felema ou denominado de súber e aquelas em direção ao lado interno, originarão a feloderma ou córtex secundário.

## Súber

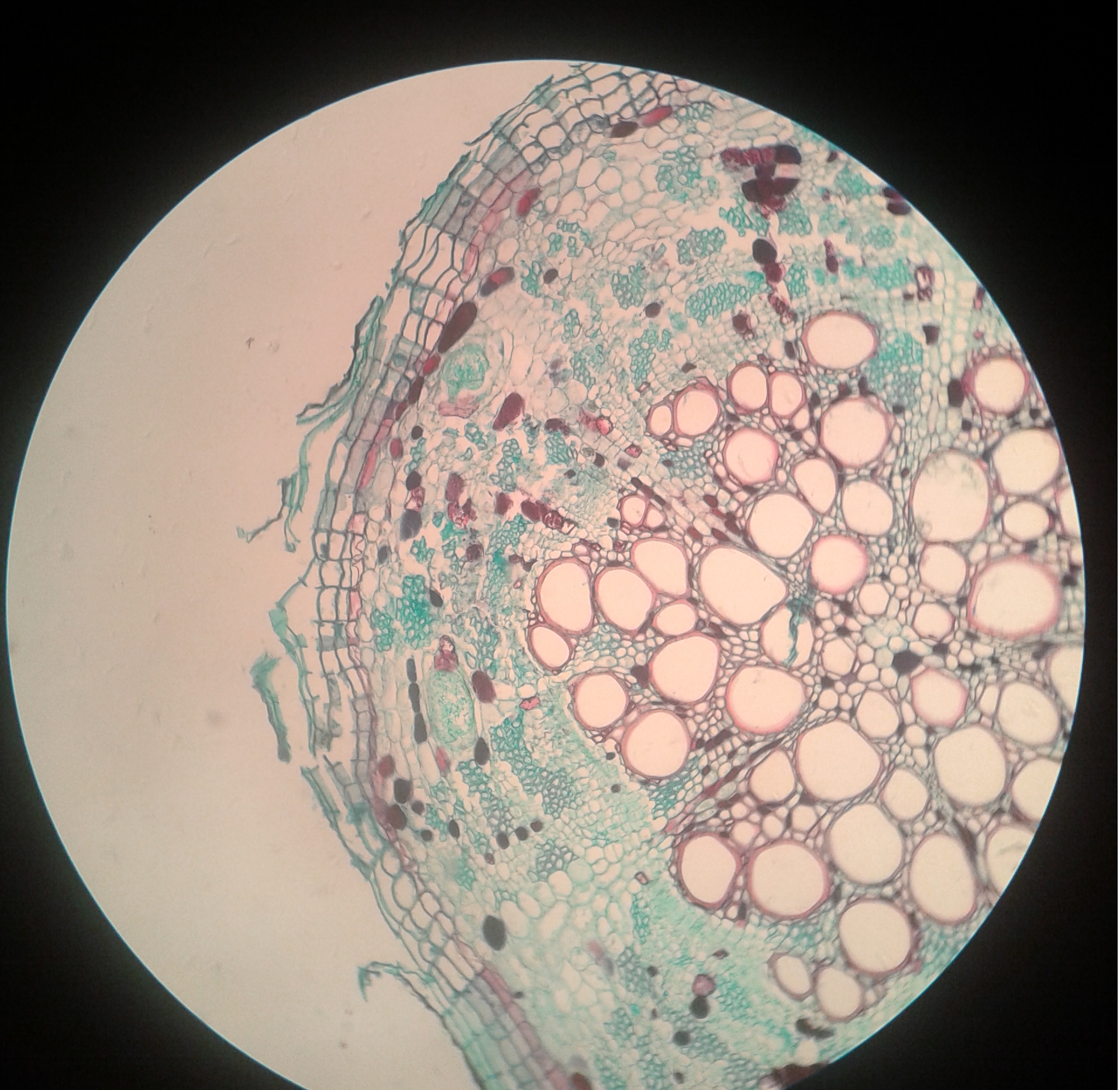
Súber da raiz de Gossypium sp., sendo a camada mais externa.

Também chamado de felema, ou cortiça, localiza-se mais externamente ao felogêneo e é composto de células que variam em sua forma, podendo ser quadradas, arredondadas, retangulares, paliçadicas, irregulares ou achatadas. O arranjos das células é compacto, isto é , não há espaços intercelulares e as células do súber se caracterizam por possuírem suas paredes celulares suberificadas por suberina, uma substância com alto teor lipídico.
Normalmente, as células do súber são desprovidas de conteúdo visível, mas em algumas espécies do gênero Cecropia, é muito comum encontrar compostos fenólicos ou resinosos.

## Feloderme
A feloderme é constituida por células ativas semelhantes ao parênquima do córtex, porém distingue-se do córtex parenquimático pelo seu alinhamento com as células do felogêneo e consiste normalmente de uma a quatro camadas de células.
Podem desempenhar diversas funções, alguns contêm cloroplastos, portanto contribuem com a capacidade fotossintética da planta, outros produzem compostos fenólicos, formando estruturas secretoras, ou ainda, originam esclereídes.

## Lenticelas

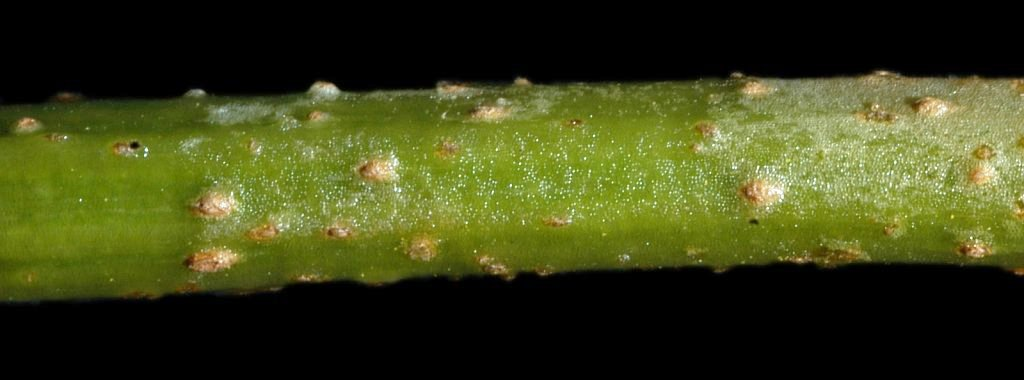
Lenticelas de Sambucus nigra.

Devido a presença da suberina a periderme torna-se impermeável. Em resposta, as plantas desenvolveram extensões limitadas caracterizadas pelo aumento de espaços intercelulares, denominados de lenticelas, cuja principal função é promover a aeração de tecidos internos, como raízes aérias, caules e frutos.
São pequenos pontos de ruptura no tecido suberoso, a abertura pode ser arredonda ou alongada. Em plantas cuja primeira periderme permanece por um longo período, as lenticelas podem permanecer ativas por muitos anos e em plantas com peridermes sequências, as lenticelas têm curto tempo de atividade. Normalmente elas se formam a partir de células localizadas abaixo do estômato, ou de um grupo de estômatos da antiga epiderme.
Nas dicotiledôneas e eudicotiledôneas, foram descritos três tipos de lenticelas com diferentes graus de especialização. O mais simples apresenta um tecido de enchimento de células suberificadas e de arranjo frouxo e paredes delgadas com camadas de células com arranjo mais compacto e paredes espessas. O segundo tipo, possui em suas lenticelas uma massa de tecido de preenchimento, não suberificado e de arranjo frouxo, que no fim da estação é substituída por células suberizadas e de arranjo compacto. No terceiro tipo, apresenta o tecido de preenchimento estratificado, com várias camadas de tecido frouxo intercaladas com camadas de tecido suberizadas e de deposição mais compacta.
As lenticelas possuem estruturas que se expandem para contrabalançar a pequena quantidade de oxigênio disponível no ambiente ou de solo com grande taxa de umidade;  então funciona como poro de respiração.

## Diferença de Periderme, Casca e Ritidoma

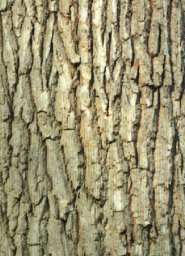
Oakbark

Nunca se deve confundir periderme com casca ou ritidoma. O termo casca se refere ao conjunto de tecidos situados externamente ao câmbio, envolvendo tecidos de origem primária e/ou secundária. Quanto ao ritidoma, ele envolve o conjunto de tecidos mortos externos à última camada de periderme formada, consistindo de peridermes sequenciais e de tecidos por ela englobados. A periderme é constituída pela feloderme, felogêneo e súber.

## Aspectos Taxonômicos
A textura externa da periderme pode apresentar diferentes padrões característicos dentro de determinados grupos e famílias, podendo variar também de espécie para espécie em determinados grupos e variar de indivíduo para indivíduo dentro da mesma espécie dependendo do habitat, região do órgão e idade do espécime. Tanto os aspectos externos, quantos os aspectos internos, sejam macroscopicamente ou microscopicamente, contribuem de modo significativo para os estudos taxonômicos e do lenho.

## Importância econômica
A cortiça utilizada no mercado é obtida do sobreiro (Quercus suber), planta da família Fagaceae e nativa da região mediterrânea, quando completa 20 anos, a periderme original é retirada, ocasionando o crescimento de um novo felogênio mais ativo, levando metade do tempo, aproximadamente 10 anos para igualar a quantidade cortiça produzida antes da primeira coleta. A cortiça ideal, a com melhor valor de mercado é obtida após o terceiro descortiçamento, sendo áspera e desigual. A cada coleta de cortiça, o felogênio surge em uma camada cortical mais profundo e quando a planta está perto de completar cerca de 150 anos, são células do floema secundário que originam o felogênio.
Em muitas plantas arbóreas nativas do Brasil, não possui o desenvolvimento do súber semelhante e se comparado ao do sobreiro, quantitativamente é muito inferior. Nesses casos, é produzido o compensado de cortiça, obtido da moagem da cortiça bruta, cujo produto é misturado com substâncias resinosas ou plastificadoras. Algumas plantas como o mangue-vermelho, armazenam grandes quantidades de taninos nas camadas mais profundas da peridermes (feloderme), do que nas mais externas.
Algumas árvores da família Lauraceae, produzem e armazenam em suas cascas, um aldeído cinâmico que é responsável pelo cheiro característico, como por exemplo a canela. Os canais laticíferos da seringueira, encontram-se em toda extensão da casca, exigindo muita habilidade do seringueiro, que ao extrair o látex, deve-se fazer incisões finas e oblíquas e tomar cuidado para não injuriar o câmbio vascular.

## Propriedades Fisiológicas e Ecológicas
A periderme possui diferentes propriedades físico-químicas e estruturais dependendo do grau de adaptação das plantas ao ambiente em que encontra.
A ausência das lenticelas reduz a perda de água por transpiração, sendo uma adaptação de plantas de ambientes com condições xéricas. Plantas, em que parte de seu corpo está submerso, apresenta hipertrofia de suas lenticelas, e enquanto que as lenticelas localizadas em órgãos acima da coluna d'água, possui lenticelas maiores e com mais espaços intercelulares, consequentemente, aumentando a aeração.
A periderme pode criar um microclima no tronco, fazendo com que a produção de compostos químicos hidrossolúveis na superfície externa, bem como sua rugosidade, normalmente favorece o desenvolvimento de plantas epífitas. Também, é um excelente isolante térmico, protegendo as estruturas mais internas de radiação solar, temperaturas extremas e da oscilação térmica, sendo que o isolamento torna-se proporcional a espessura da casca. Nas árvores do Cerrado, a proteção que a casca confere não é diretamente proporcional a sua espessura, também depende das irregularidades da superfície da casca e/ou dos compostos químicos que possam ocorrer externamente ou internamnete a casca
A cor da casca também é muito importante na reflexão da luz, as cores mais claras confere a planta maior grau de adaptação às condições tropicais, por refletirem a luz e evitando o superaquecimento dos tecidos vegetais.